# Proiezione (psicologia)
La proiezione è un meccanismo di difesa arcaico e primitivo che consiste nello spostare sentimenti o caratteristiche propri, o parti del Sé, su altri oggetti o persone.
Benché per la psicoanalisi la proiezione quale processo psichico venga considerata come una modalità universale dello psichismo, Freud si appoggia soprattutto a questo meccanismo della psiche per rendere conto di alcune fenomenologie psicopatologiche, in particolare la paranoia.

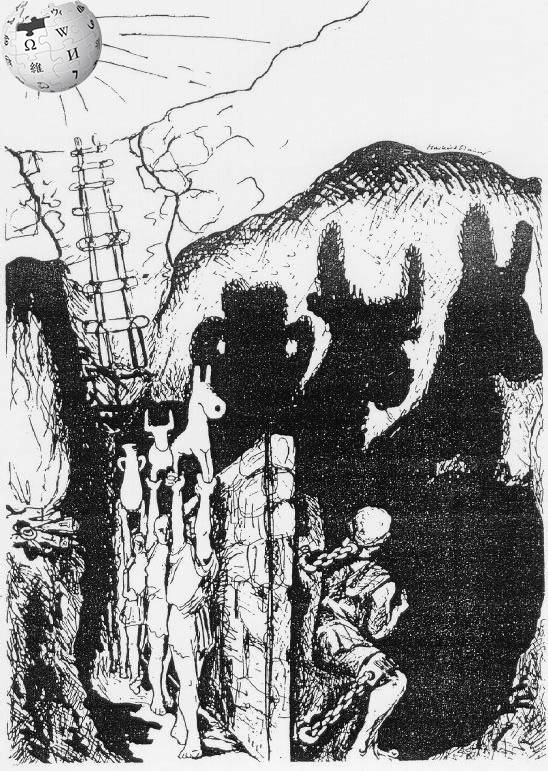
Proiezione di archetipi in forma di ombre come nel mito platonico della caverna

## Contiguità tra paranoia e normalità
È proprio in relazione ai disturbi paranoici che Freud focalizza le caratteristiche specifiche della proiezione, meccanismo di difesa che, di per sé, non deve far titolo solo in materia di psicopatologia. Freud, infatti, più di una volta è tornato a sottolineare il carattere "normale" del meccanismo della proiezione, che starebbe alla base non solo di alcune manifestazioni psicologiche, ma anche ad esempio di molte rappresentazioni mitologiche e antropologiche.
Questa impostazione viene fatta propria da Freud già dal suo articolo Nuove osservazioni sulle neuropsicosi da difesa, del 1896.

## Proiezione, miti e alchimia
Il meccanismo della proiezione è il trasferimento di un contenuto ideativo soggettivo in un oggetto, in un animale oppure in una persona. Come tale, è pertanto una dissimulazione di un contenuto positivo o negativo che l'individuo dovrebbe riconoscere ma che rifiuta per una determinata ragione, ad esempio per la sottovalutazione di sé o perché il contenuto è immorale o inaccettabile oppure di un contenuto inconscio non riconosciuto. 
Nel momento in cui l'identità con l'oggetto viene considerata dall'individuo pericolosa per il proprio adattamento, egli ne proietta il contenuto. La pericolosità è direttamente collegata alla critica esterna o interna, ed è indice, coerentemente all'individuazione da parte del soggetto, di una mancata assimilazione. La critica viene riconosciuta e il contenuto proiettato; se il contenuto fosse assimilato, il soggetto non avvertirebbe nessuna critica.
Il meccanismo della proiezione si basa su quello primitivo dell'identificazione. Come atto introvertivo, a differenza dell'introiezione, non avviene un'assimilazione del contenuto, ma una separazione del soggetto dai contenuti ideativi rappresentati dall'oggetto.
Sotto questa luce Carl Gustav Jung propose l'idea, stando alla sua teoria dei simboli, della trasformazione energetica della libido come un percorso verso l'individuazione, reputando che gli alchimisti proiettassero i propri contenuti archetipici inconsci nelle loro ricerche della pietra filosofale. Per Carl Gustav Jung, infatti, la pietra filosofale assumeva il significato del Sé, fine ultimo dell'individuazione. La proiezione e i relativi contenuti inconsci si possono ritrovare anche nei miti e nelle leggende.